# Skråckarbergstjärnet
Skråckarbergstjärnet är en sjö i Torsby kommun i Värmland och ingår i Glommas huvudavrinningsområde. Sjön har en area på 0,0614 kvadratkilometer och ligger 353,2 meter över havet.

## Delavrinningsområde
Skråckarbergstjärnet ingår i det delavrinningsområde (673414-132540) som SMHI benämner "mynnar i Medskogsån". Medelhöjden är 459 meter över havet och ytan är 55,18 kvadratkilometer. Det finns inga avrinningsområden uppströms utan avrinningsområdet är högsta punkten. Dypån som avvattnar avrinningsområdet har biflödesordning 3, vilket innebär att vattnet flödar genom totalt 3 vattendrag innan det når havet efter 28 kilometer. Avrinningsområdet består mestadels av skog (84 procent). Avrinningsområdet har 0,88 kvadratkilometer vattenytor vilket ger det en sjöprocent på 1,6 procent.